# Multichannel-Marketing
Multichannel-Marketing oder Multikanalstrategie ist der strategische Ansatz des Handels und der Dienstleister, die (potenziellen) Konsumenten auf mehreren verschiedenen Kommunikationskanälen zu erreichen. Diese Form des Marketings ist die konsequente Fortsetzung der Nutzung unterschiedlicher Werbekanäle; nun in Form von Bereitstellung unterschiedlicher Kommunikations- und Vertriebswege.
Mit der allgemeinen Verbreitung von mobilen Endgeräten hat auch das Schlagwort vom „Everywhere Commerce“ in die Fachpresse Einzug gehalten. Der Begriff verweist einerseits auf E-Commerce und andererseits auf die Tatsache, dass Kunden jederzeit und allerorts in einen Kaufentscheidungsprozess einsteigen können.

## Vertriebsformen
Während in früheren Zeiten der Händler seine Waren im Laden (stationäre Verkaufsstelle) und/oder in Form des "fliegenden Handels" (mobile Verkaufsstelle) feilbot, kamen mit der technischen Entwicklung weitere Vertriebsformen hinzu:
- Katalog- bzw. Versandhandel: Der Kunde sucht aus einem Katalog die gewünschten Waren aus und bestellt schriftlich oder telefonisch beim Händler, die Lieferung erfolgt per Post oder Kurierdienst.
- Teleshopping: Der Kunde bekommt in Radio- oder Fernsehsendungen Waren angeboten und bestellt (in der Regel telefonisch), die Lieferung erfolgt per Post oder Kurierdienst.
- Internetshopping: Der Kunde sucht im Internetauftritt des Händlers die gewünschten Waren aus und bestellt telefonisch oder schriftlich – in der Regel in mehreren Schritten über ein Webformular – die Lieferung erfolgt per Post oder Kurier. Dazu gehören heute nicht nur Onlineshops, sondern auch Marktplätze wie eBay, Amazon oder Rakuten.
- Mobile Shopping: Der Kunde kann auf Smartphone oder Tablet mittels einer App die gewünschten Waren auswählen und den Kauf auslösen.

Beim Multichannel-Verkauf bleiben die Vertriebskanäle kaufmännisch, organisatorisch und logistisch getrennt. Erst beim Crosschannel-Vertrieb werden die Kanäle verknüpft, s. im Besonderen Click and Collect.

## Multikanalstrategien
Besonders im Einzelhandel findet die Anwendung des Multikanalverkaufs statt. Zahlreiche Einzelhändler bauen einen separaten Onlineshop zusätzlich zum stationären Handel auf. Auch Click & Collect wird bei den Händlern zunehmend implementiert. Große Händler, aber zunehmend auch kleinere Händler hoffen, hiermit eine Verbesserung ihrer Umsätze zu erreichen.
Neben dem Handel, für den alternative Vertriebswege längst selbstverständlich sind, finden auch Dienstleistungsunternehmen zunehmend zu Multikanalstrategien. Im Gegensatz zum Handel werden hier keine Waren geliefert, sondern Beratungen oder Verträge angeboten, oder Informationen bereitgestellt. Beispiele hierzu sind:
- Bankfilialen mit persönlicher Beratung durch einen Mitarbeiter
- Automaten mit verschiedenen Services wie Auszahlung, Einzahlung, Überweisung, Informationen …
- Online Banking per Internet mit den Services Zahlungsverkehr, Kontoinformationen …
- Mobile-Banking zum Beispiel für die Erfassung von Börsenaufträgen oder Überweisungen sowie für Informationsdienste
- Automatisiertes Phone-Banking mit sprachgesteuerter Navigation.

## Zwecke
Die Strategie multipler Kanäle zum Kunden folgt dem Anspruch der Konsumenten, von bestimmten, vorgezeichneten Kontaktwegen unabhängig zu werden. Viele Verbraucher wollen einerseits nicht auf bestimmte Öffnungszeiten (zum Beispiel von Bankfilialen) angewiesen sein, andererseits aber auf persönliche, zumindest telefonische Beratung nicht völlig verzichten. Vielmehr wählen die Konsumenten Händler bzw. Dienstleister nach Bequemlichkeit bzw. Verfügbarkeit derer Produkte aus und möchten die Wahl zwischen traditionellen und innovativen Kanälen haben, um mit dem Unternehmen in Kontakt zu treten. Die Umsetzung einer Multikanalstrategie wird somit zum Flexibilitätsmerkmal eines Unternehmens.
Es besteht im Allgemeinen jedoch auch die Gefahr einer Kannibalisierung der Vertriebskanäle. Dabei wird davon ausgegangen, dass sich der Umsatz zum Beispiel von einer Filiale durch den gleichzeitigen Einsatz eines Online-Shops zugunsten des Online-Handels verschiebt. Allerdings kann ein solcher Effekt nur in sehr begrenztem Maß beobachtet werden, so kommt beispielsweise eine Studie des ECC Handel zum Ergebnis, dass lediglich jeder zehnte Kauf im Internet einen Kauf im stationären Handel ersetzt.